# Андріюк Павло Степанович
Павло Степанович Андріюк (нар. 17 квітня 1923, Красносілкове — пом. 1992, Караганда) — радянський живописець, член Спілки художників СРСР; один із засновників Спілки художників Караганди.

## Біографія
Народився 17 квітня 1923 року в селі Красносілковому Житомирської області. У 1938—1941 роках навчався в Омському художньому училищі (викладачі Кіндратій Бєлов, Тимофій Козлов). Брав участь у німецько-радянській війні. Жив і працював в Караганді. Помер в Караганді у 1992 році.

## Творчість
Серед робіт:
- «Околиці Алма-Ати» (1950-ті, олія);
- «Полудень» (1958, олія);
- «Бурова вишка» (1958, олія; Казахська художня галерея);
- «На будівництві Магнітки» (1960);
- серія «Баян-Аул» (1962, гуаш);
- «Портрет зварника» (1963, акварель);
- «Будівельний майданчик» (1963, акварель).

Брав участь у виставках з 1954 року.